# Ike Zimmerman

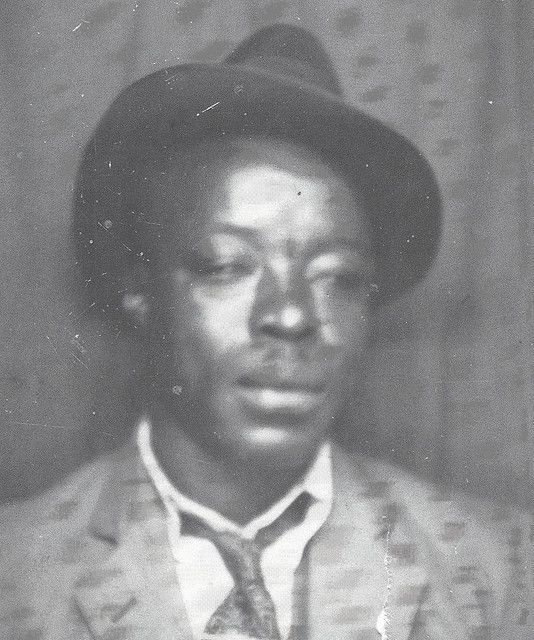
Isaiah Zimmerman (1930)

Isaiah „Ike“ Zimmerman (auch Ike Zinnerman; * 27. April 1907 in Grady; † 3. August 1967 in Compton) war ein US-amerikanischer Bluesgitarrist und Mentor des legendären Bluesmusikers Robert Johnson.

## Leben
Zimmerman heiratete in den 1920er Jahren Ruth Sellers Zimmerman, die aus Montgomery, ganz in der Nähe seiner Heimatstadt, stammte. Er lebte mit ihr und seiner Familie, die aus einem Sohn und sechs Töchtern bestand, in einem kleinen „Shotgun House“ nahe Hazlehurst (Mississippi). Dort übte er sein Mundharmonika- und vor allem sein Gitarrenspiel. Er spielte oft bis tief in die Nacht hinein und zog sich dazu, um seine Familie nicht zu stören und um in Ruhe musizieren zu können, nicht selten auf die nahen Friedhöfe zurück. Als Musiker spielte Zimmerman oft in Kneipen in der Umgebung, gab aber auch häufig Gitarrenunterricht und galt als guter und motivierender Lehrer.

## Mentor von Robert Johnson
So lernte Zimmerman eines Abends den jungen Robert Johnson kennen, der sich nach Hazlehurst begeben hatte, um seinen Vater zu suchen. Johnson bat ihn, ihm seine Gitarrentechnik beizubringen. Zimmerman, der den jungen Mann gut leiden konnte, willigte ein und so zog Johnson zu dessen Familie. Er lebte sich gut ein und erhielt bald den Spitznamen „R.L.“ von Ikes Kindern. Hier brachte Zimmermann Johnson seine besondere Picking- und Bottlenecktechnik bei. Die beiden spielten wie Ike schon zuvor, oft nachts auf den Grabsteinen der Friedhöfe den Blues und legten den Grundstein für Johnsons spätere Klassiker.
Nachdem Robert Johnson seine Ausbildung bei Zimmerman beendet hatte und nach Hause zurückgekehrt war, spielte er nach seiner verhältnismäßig kurzen Ausbildung so brillant Gitarre, dass der Mythos entstand, er habe seine Seele dem Teufel verkauft, um so schnell derart gut zu werden.

## Späteres Leben
Obwohl er als großes musikalisches Talent galt, wurde er nie als Musiker berühmt oder nahm je eine Platte auf. Mit voranschreitendem Alter entfernte er sich in den 1950er Jahren sogar, wie auch andere Bluesmusiker wie Son House, vom Blues, wurde Pastor und spielte Gospels und Spirituals.
Ike Zimmerman starb am 3. August 1967 an einem Herzinfarkt in Compton, Kalifornien.